# San Antonio Guerrero
San Antonio Guerrero är en ort i Mexiko.   Den ligger i kommunen Teloloapan och delstaten Guerrero, i den södra delen av landet, 130 km söder om huvudstaden Mexico City. San Antonio Guerrero ligger 766 meter över havet och antalet invånare är 179.
Terrängen runt San Antonio Guerrero är kuperad åt nordost, men åt sydväst är den bergig. San Antonio Guerrero ligger nere i en dal. Runt San Antonio Guerrero är det ganska glesbefolkat, med 50 invånare per kvadratkilometer. Närmaste större samhälle är Iguala de la Independencia, 12,0 km öster om San Antonio Guerrero. I omgivningarna runt San Antonio Guerrero växer huvudsakligen savannskog.